# Peleteria mexicana
Peleteria mexicana là một loài ruồi trong họ Tachinidae.